# Esto no es un atraco
Esto no es un atraco es una película dirigida por Gavin Grazer en 2002. En España se estrenó el 30 de mayo de 2003.

## Sinopsis
El banco Desert Savings sufre cuatro robos con pocas horas de diferencia.
Por un lado, Stuart Stein, cajero del banco, la víspera del fin de semana, “toma prestados” de la caja fuerte 250.000 $ con la ayuda de su amigo Max. Su intención es ir a Las Vegas, apostarlos al negro en la ruleta y si gana, devolverlos el lunes por la mañana sin que nadie se dé cuenta. El plan es todo un éxito, aunque la tensión soportada acaba trastocando su salud.
Por otro lado, Sheila Rilo, también cajera del banco, que acaba de ser plantada por Rick, el director del banco, después de tres años de relación, decide robar 40.000 $ tanto por despecho hacia Rick como para empezar una nueva vida. En el robo, cometido en el fin de semana, cuando el banco está cerrado, le ayuda Mark, un bombero al que ha conocido justo después de ser plantada.
También durante el fin de semana, el otro cajero del banco, Jason “Woods” Valley, lleva a cabo el robo de un depósito perteneciente a Charles Merchant, un millonario cazador a quien tanto Woods como George, el pato que tiene como mascota, se la tienen jurada desde que aquel mató a la mamá del ánade.
Por último, el cuarto robo es cometido por unos hackers anónimos, siendo éste el único que es denunciado a la policía. Rick es despedido y tanto Stuart, Sheila como Woody, tras rechazar el puesto de director, abandonan su empleo para disfrutar de su botín.

## Reparto
| Actor               | Personaje        | Doblador España     |
| ------------------- | ---------------- | ------------------- |
| Alicia Silverstone  | Sheila           | Alicia Laorden      |
| Rachael Leigh Cook  | Shmally          | Joël Mulachs        |
| Woody Harrelson     | Woody            | Juan Antonio Bernal |
| John Cleese         | Charles Merchant | Rogelio Hernández   |
| Paulo Costanzo      | Stu              | Sergio Zamora       |
| David Krumholtz     | Max              | Raúl Llorens        |
| Joshua Leonard      | Rick             | José Posada         |
| Ivan Sergei         | Mark             | Daniel García       |
| Sean Rio Flynn-Amir | Joven Mark       |                     |
| Marcus Thomas       | Carter Doleman   |                     |
| Jeffrey Tambor      | Empleador        |                     |
| Gavin Grazer        | Cleatis          |                     |
| Max Wein            | Loomis           |                     |
| Al Corley           | Policía          |                     |

## Canciones
Canciones incluidas en la banda sonora: 
| Canción                       | Intérprete        | Autor                                                    |
| ----------------------------- | ----------------- | -------------------------------------------------------- |
| Dig It                        | Tom Wilson        | Tom Wilson y Memphis                                     |
| I Can’t Wait                  | Gideon Chrome     | Vince Grant                                              |
| Simple Mathematics            | Ming and FS       | Aaron Albano y Fred Sargolini                            |
| Fall                          | Vegas DeMilo      | Foster Calhoun y John McCauley                           |
| Late Night                    | Steve Edwards     | Steve Edwards                                            |
| Wich Way                      | Magnet            | Mark Goodman y Matt Wilson                               |
| All the Stars                 | Leona Naess       | Leona Naess y John Darling                               |
| Time                          | Fastball          | Mark Zuniga                                              |
| It’s Showtime Pt II           | The Mooney Suzuki | Sammy James Junior                                       |
| Popsicle                      | Cujo              | Amon Tobin                                               |
| King Kong Frow                | Departure Lounge  | Chris Anderson, Lindsay Jamieson, Tim Keegan y Jake Kyle |
| I Don’t Want to Talk About It | Barry Chapman     | Danny Whitten                                            |
| Good Day                      | Smoother          | Andrew Franey y Todd Knight                              |
| Fresh Feeling                 | Eels              | E y Koool G Murder (sic)                                 |
| Long Legs                     | Zoran Boris       | Zoran Boris                                              |
| It Makes Me Crazy             | 10 Speed          | Hutch Walker y Eric Laster                               |